# Volvo EX30
A Volvo EX30 egy akkumulátoros elektromos SUV autótípus. 2023 júniusában mutatták be. A mérete hasonló a Smart #1-éhez.

## Technológia

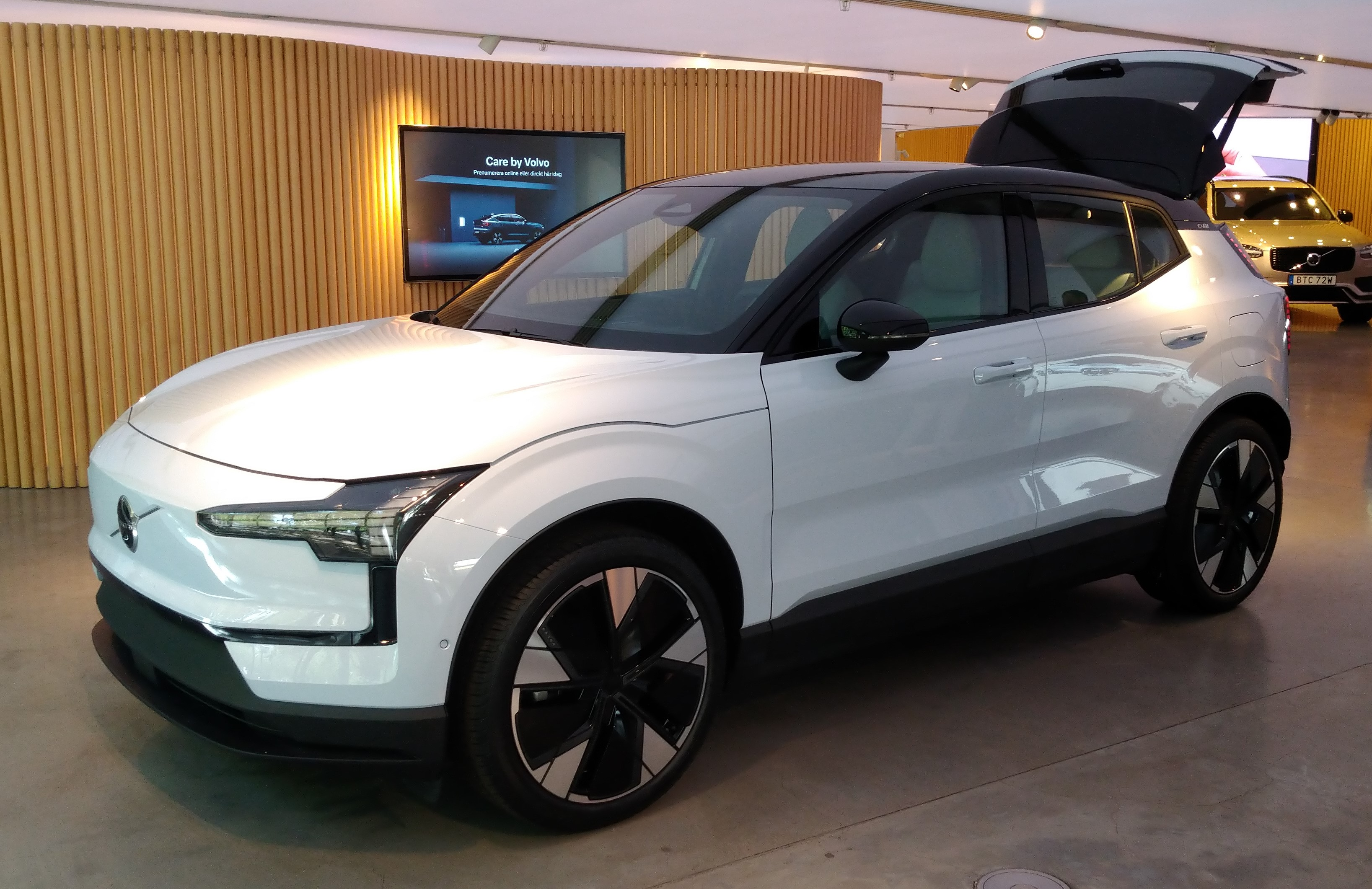
Elölnézetből
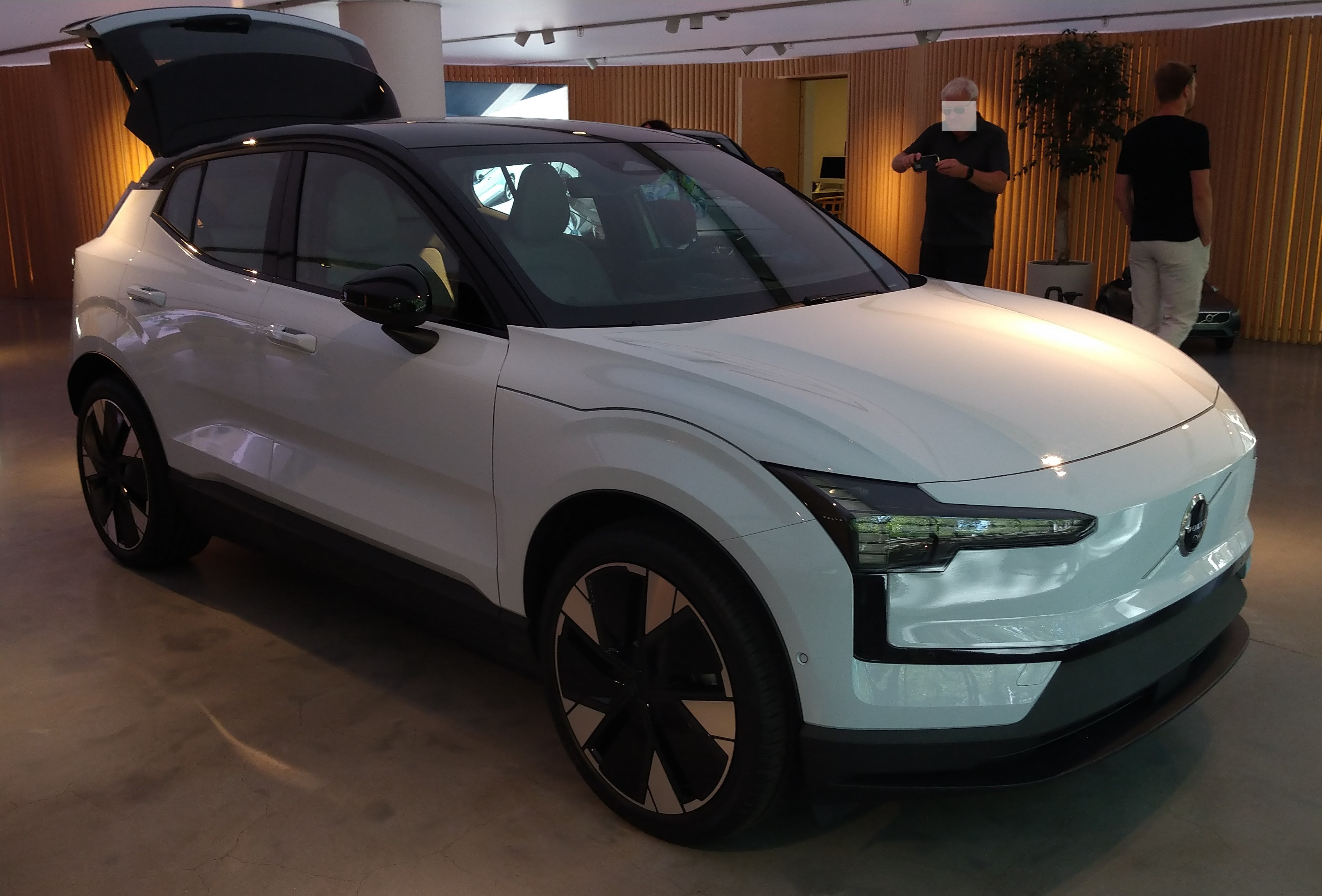
Elölnézetből
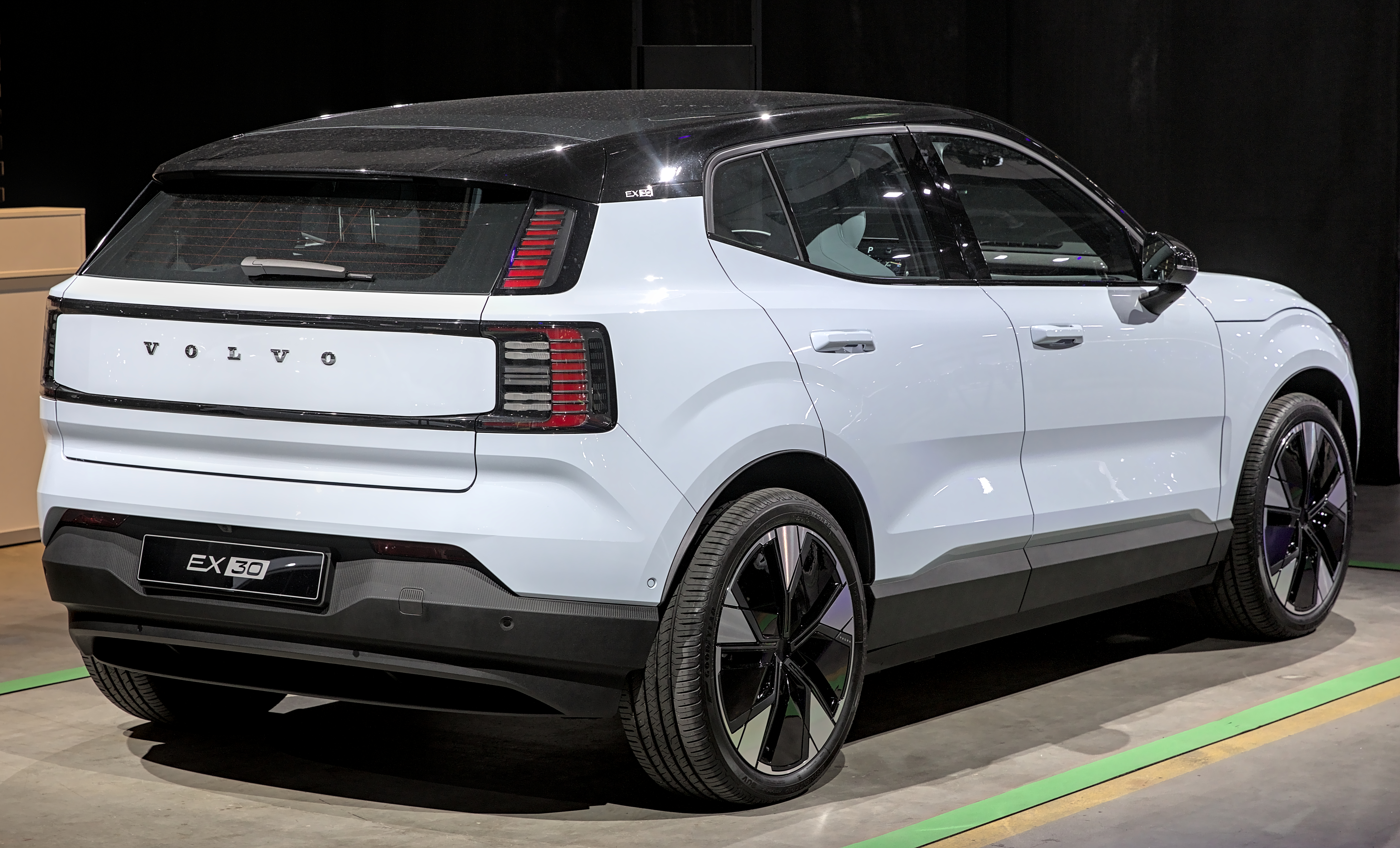
Hátulnézetből
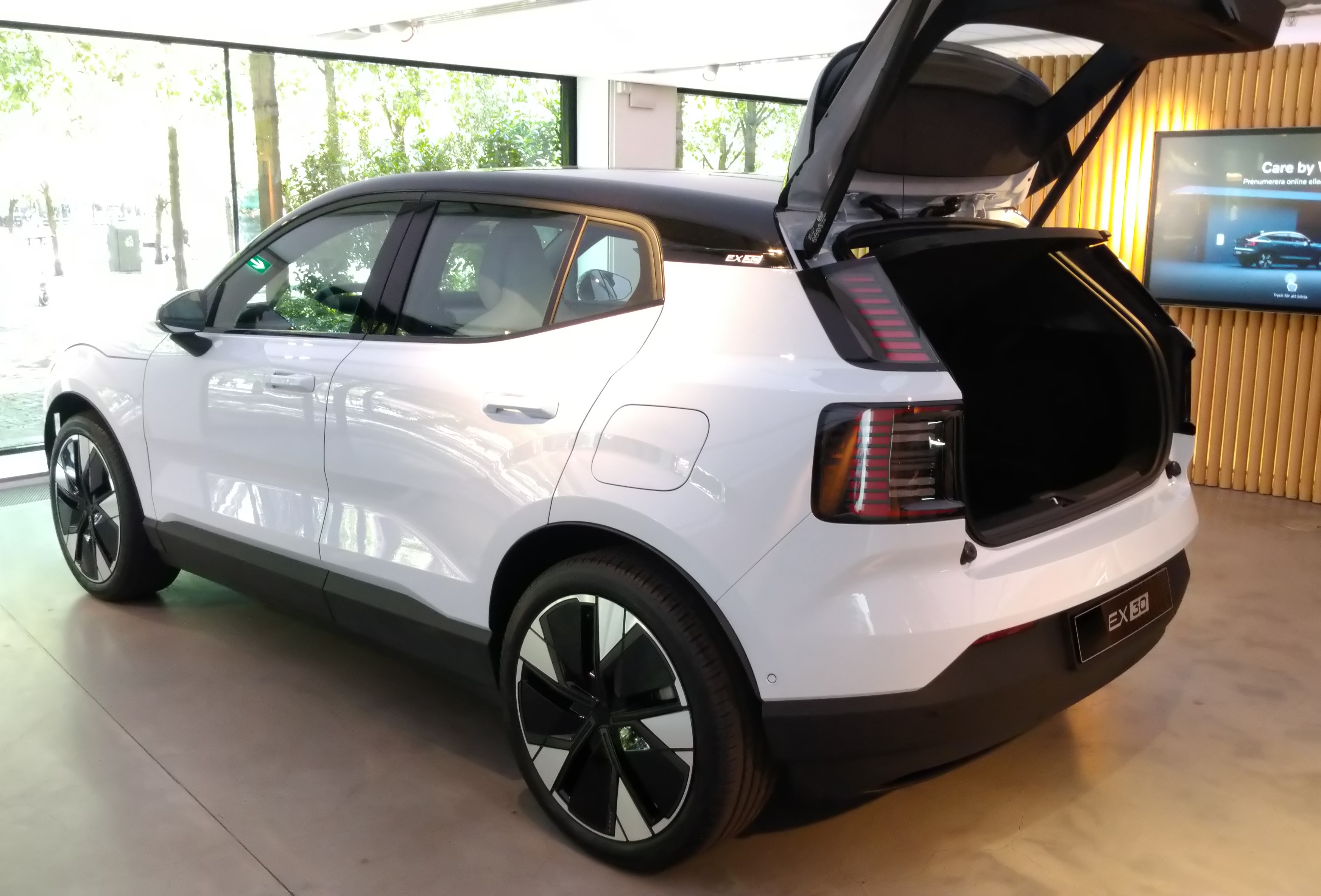
Hátulnézetből
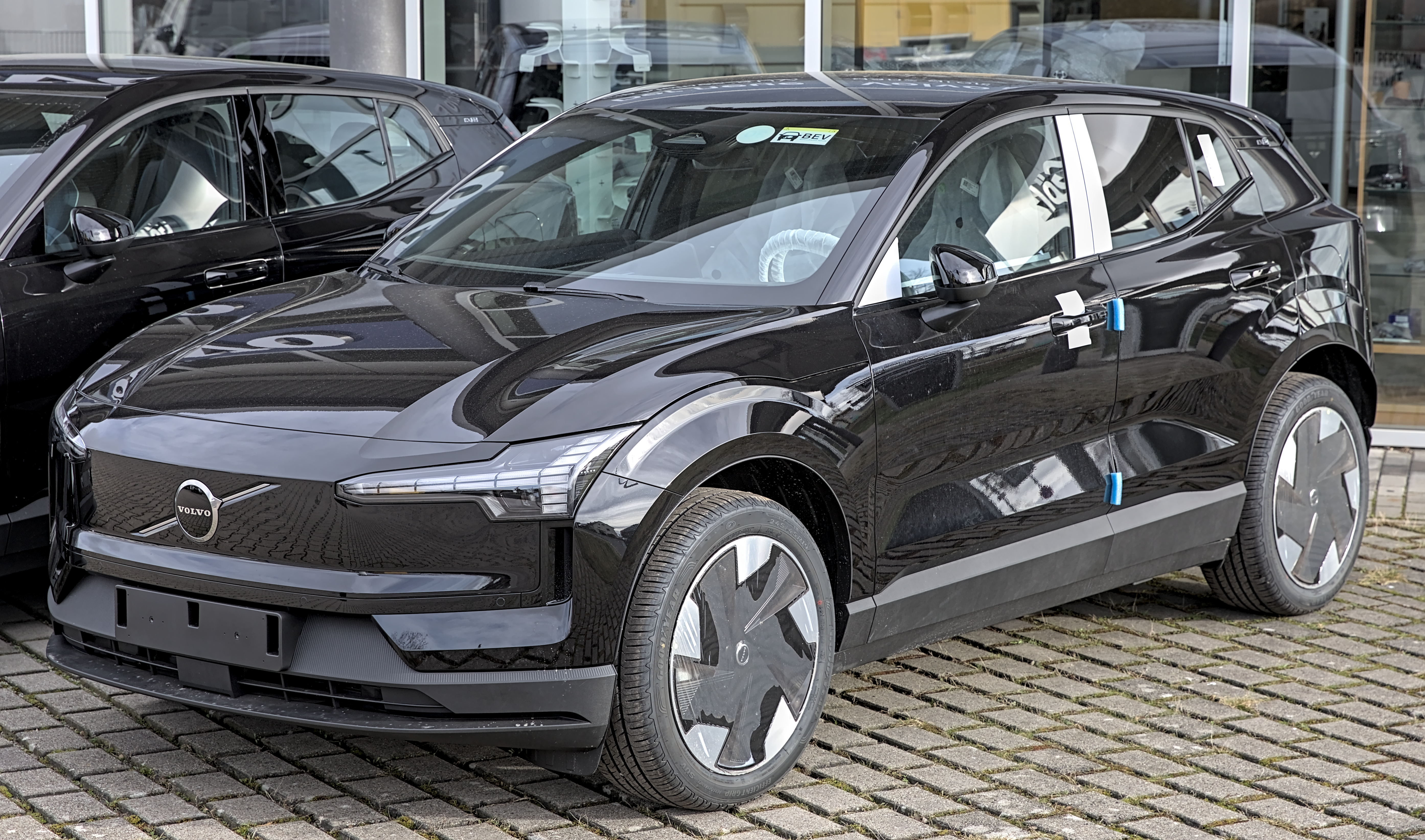
Elölnézetből
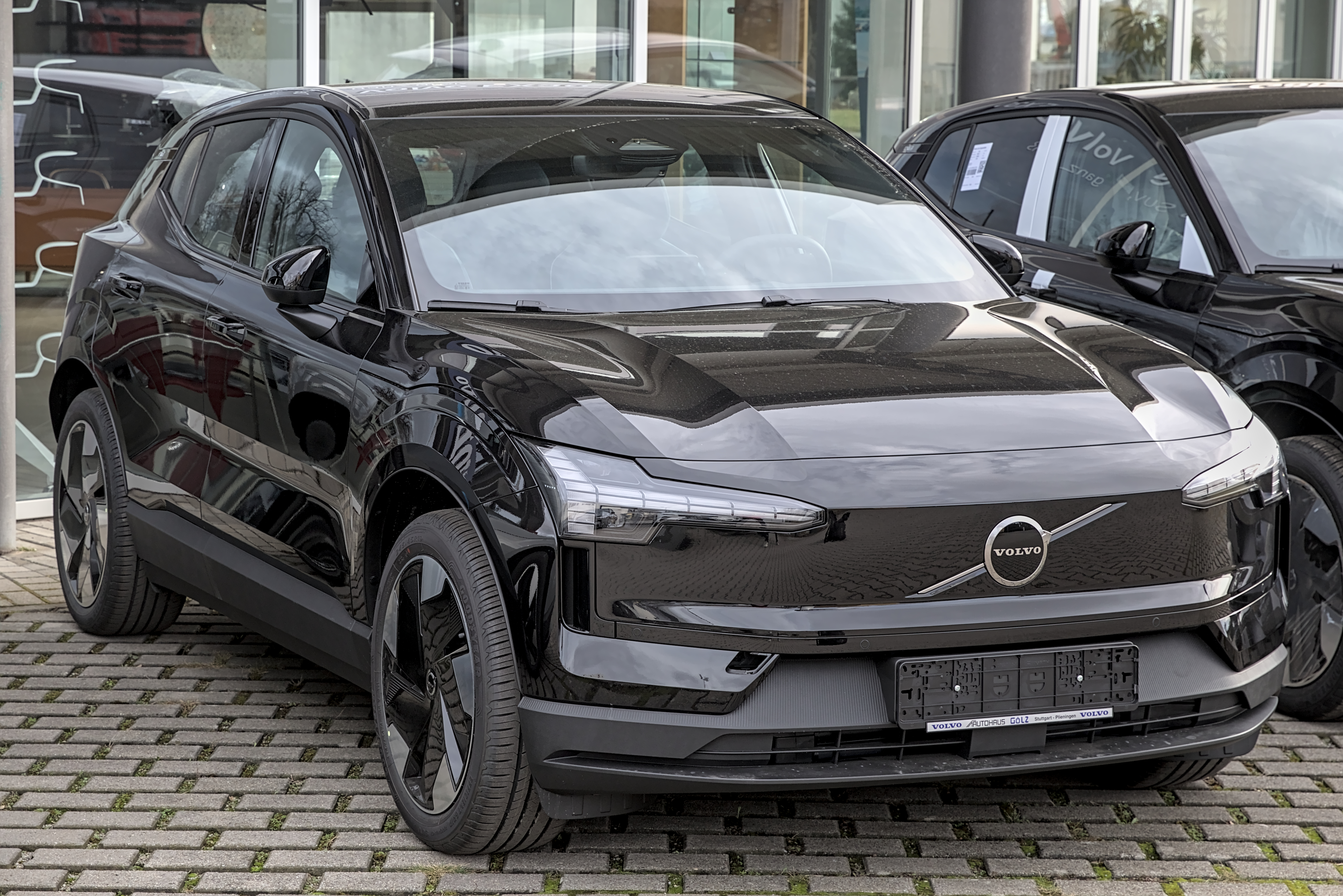
Elölnézetből
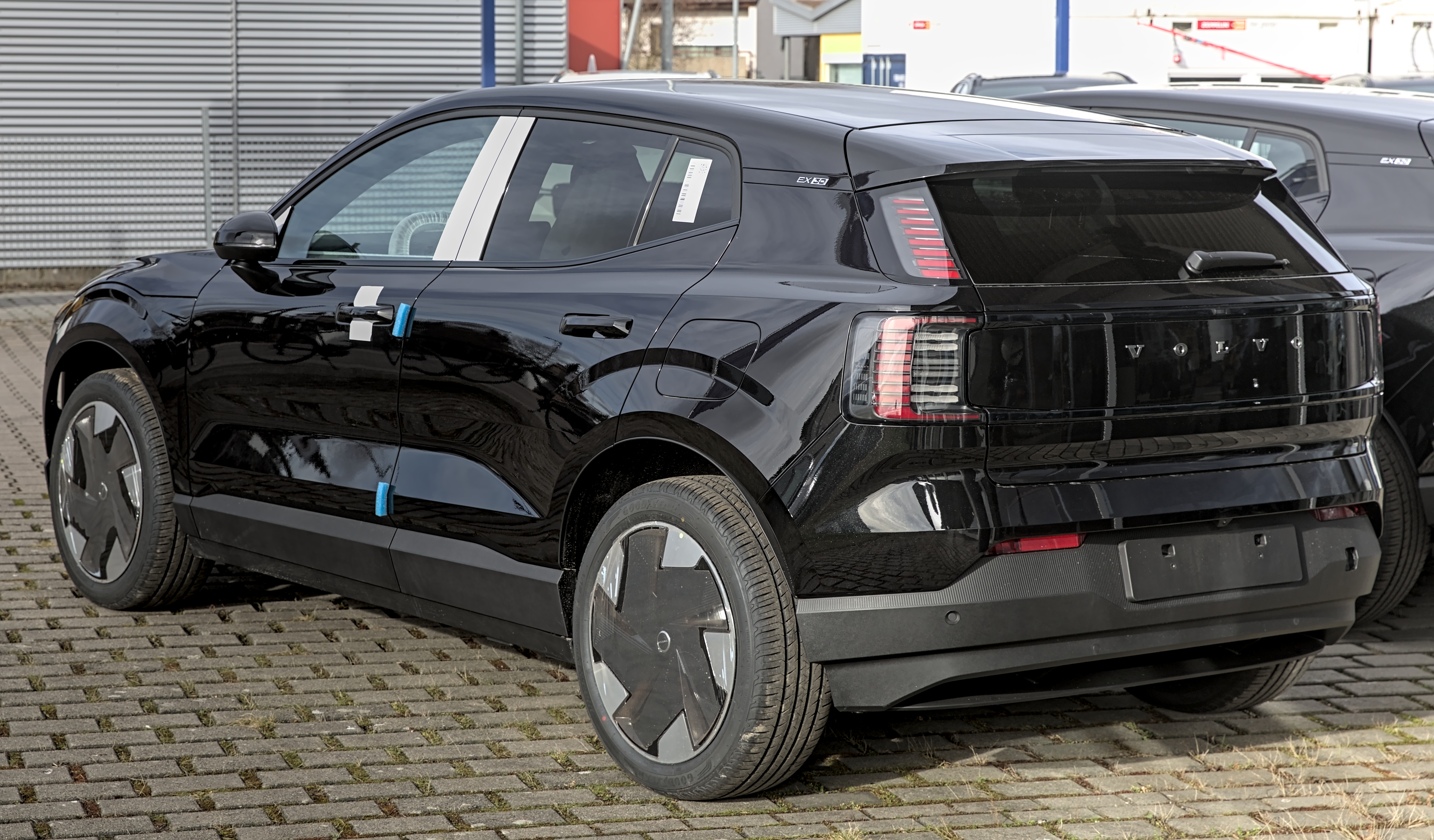
Hátulnézetből
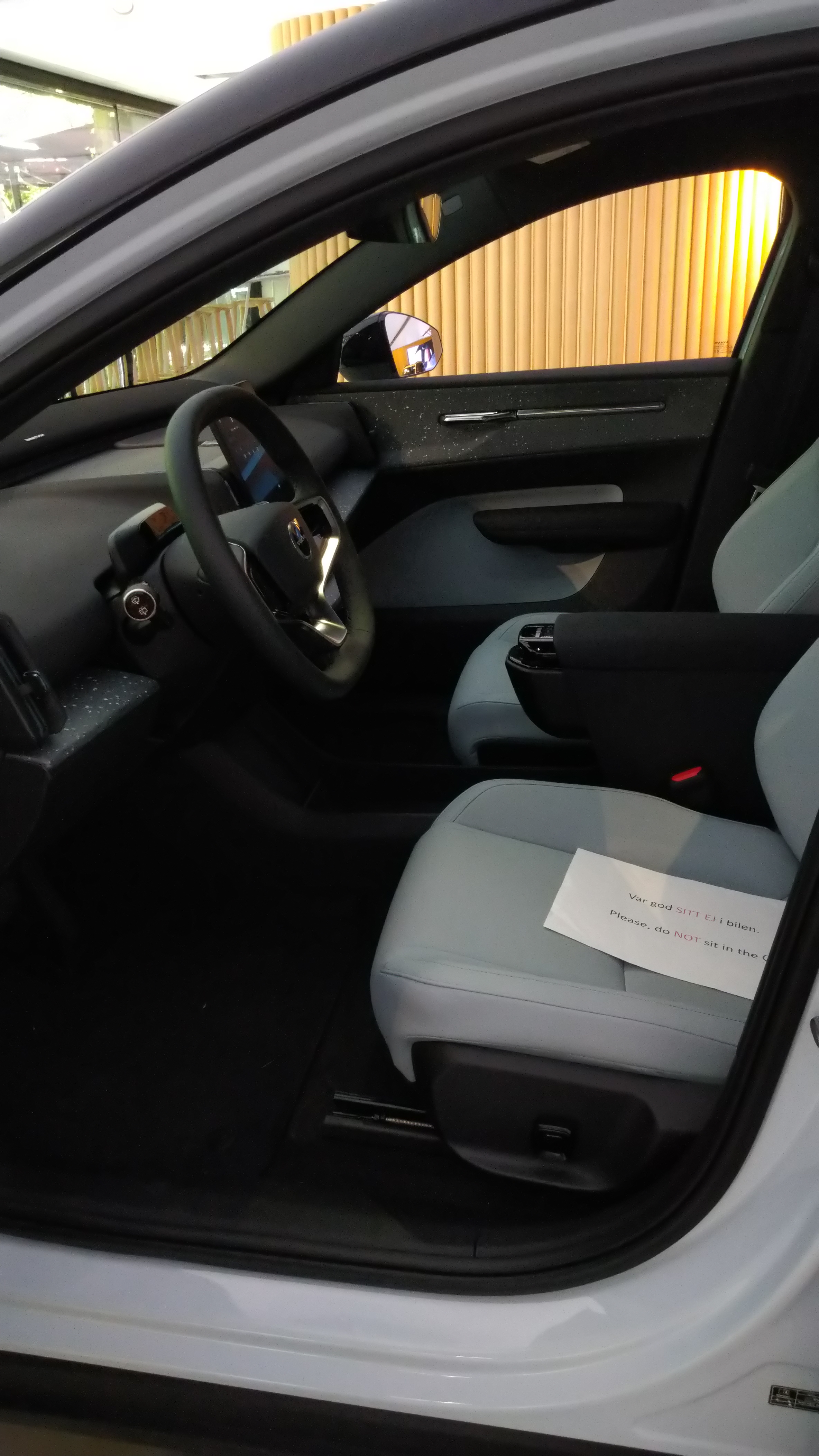
A Volvo EX30 belső tere

A Smart #1-hez, a Smart #3-hoz és a Zeekr X-hez hasonlóan a jármű a Geely által kifejlesztett SEA-(Sustainable Experience Architecture) platformon alapul, és 18 hüvelykes kerekekkel rendelkezik az alap felszereltségi szinten (Core), és 19 vagy 20 hüvelykes kerekekkel a magasabb felszereltségi szinteken (Plus vagy Ultra). 200 kW-os villanymotor hajtja és 343 Nm nyomatékkal rendelkezik a hátsó tengelyen, míg az összkerékmeghajtású változat az első és a hátsó tengelyen is rendelkezik villanymotorral, összesen 315 kW-os teljesítménnyel és 543 Nm nyomatékkal. Hajtástól függően álló helyzetből 100 km/órás sebességre 3,6-5,7 másodperc alatt gyorsul. Motortól függetlenül a végsebesség 180 km/órára korlátozott. A kisebb LFP akkumulátorral szerelt változat a WLTP tartomány szerint 344 km, a nagy NMC akkumulátorral szerelt 480 km-es hatótávot kínál. Előbbi 49 kWh, utóbbi 69 kWh energiát képes tárolni. A betöltés beépített 11 kW-os (erősebb verziók esetén 22 kW-os) töltővel, egyenáramú töltés esetén legalább 134 kW-os töltés lehetséges. A Single Motor Extended Range-tól felfelé egy hőszivattyú támogatja a nagyfeszültségű akkumulátor és a belső légkondicionálás fűtését vagy hűtését.
A csomagtartó űrtartalma 234 liter, ha a hátsó ülések nincsenek lehajtva, függőleges hátsó üléstámlával 318 liter, lehajtott ülésekkel pedig 904 liter. Elöl van egy 7 literes tároló, mely praktikus a töltőkábel tárolásához.
Az autó 2. szintű vezetési asszisztenssel rendelkezik. A parkolási asszisztens segítségével önállóan be tud parkolni az autó párhuzamos, merőleges és átlós parkolóhelyeken is. A Safe Exit rendszer figyelmezteti a kerékpárosokat, amikor kinyitják az ajtókat. Egy másik figyeli a vezető szem- és arcmozgását, jelezve a közelgő mikroalvást.
Az infotainment Google-alapú, a hangszórók Harman/Kardon soundbarként vannak beépítve a műszerfalba. Az autót három felszereltségi szinten kínálják (Core, Plus és Ultra), a csúcsmodell többek között panorámás üvegtetővel rendelkezik. Az újrahasznosított farmerből készült font len , lenmag vagy farmerszálak díszítőanyagként szolgálnak a műszerfalon és az ajtókban. Az üléshuzatokhoz 70 százalékban újrahasznosított poliészterrel kevert gyapjúkeveréket használnak. A szőnyegek 100%-ban újrahasznosított PET-palackból készülnek. Az autóban használt alumínium 17 százaléka újrahasznosított, míg az acél 25 százaléka.

### Műszaki adatok
|                                                   | Single Motor         | Single Motor Extended Range | Performance                  |
| Gyártási időszak                                  | 2023-tól             | 2023-tól                    | 2023-tól                     |
| A motor jellemzői                                 |                      |                             |                              |
| A motor típusa                                    | Elülső villanymotor  | Elülső villanymotor         | Elülső és hátsó villanymotor |
| Max. teljesítmény                                 | 200 kW               | 200 kW                      | 315 kW                       |
| Max. nyomaték                                     | 343 Nm               | 343 Nm                      | 543 Nm                       |
| Erőátvitel                                        |                      |                             |                              |
| Meghajtás                                         | Hátsókerék-meghajtás | Hátsókerék-meghajtás        | Összkerékmeghajtás           |
| Akkumulátor                                       |                      |                             |                              |
| Az akkumultor kapacitása                          | 49 kWh               | 69 kWh                      | 69 kWh                       |
| Max. töltési teljesítmény (AC)                    | 11 kW                | 11 kW                       | 22 kW                        |
| Max. töltési teljesítmény (DC)                    | 134 kW               | 150 kW                      | 150 kW                       |
| Paraméterek                                       |                      |                             |                              |
| Súly                                              | 1830 kg              | 1833 kg                     | 1943 kg                      |
| Max. sebesség                                     | 180 km/h             | 180 km/h                    | 180 km/h                     |
| Gyorsulás (0–100 km/óra)                          | 5,7 mp               | 5,3 mp                      | 3,6 mp                       |
| Energiafogyasztás 100 km-enként (WLTP, kombinált) | 16,7 kWh             | 15,7 kWh                    | 16,3 kWh                     |
| Hatótávolság a WLTP szerint                       | 344 km               | 480 km                      | 460 km                       |

## Fordítás
Ez a szócikk részben vagy egészben  a   Volvo EX30 című német Wikipédia-szócikk ezen változatának fordításán alapul.  Az eredeti cikk szerkesztőit annak laptörténete sorolja fel. Ez a jelzés csupán a megfogalmazás eredetét és a szerzői jogokat jelzi, nem szolgál a cikkben szereplő információk forrásmegjelöléseként.